# Marvin Ducksch
Marvin Ducksch (Dortmund, 7 marzo 1994) è un calciatore tedesco, attaccante del Birmingham City.

## Caratteristiche tecniche
Ducksch è una punta di peso dotata di un ottimo fiuto del goal e di un buon senso della posizione: fa del colpo di testa e del tiro le sue doti migliori. Preparato dal punto di vista tecnico, sa addomesticare la palla, il suo piede forte è il destro, riesce calciare con potenza ma anche con precisione, pure dalla lunga distanza, e sfrutta bene le sue capacità di opportunismo. Oltre a saper segnare su penalty, è abile anche nei calci di punizione.

## Carriera

### Club

#### Borussia Dortmund e Paderborn
Ducksch è nato e cresciuto a Dortmund, dove viene integrato nelle giovanili del Borussia Dortmund. Dopo aver svolto la trafila delle giovanili del club viene inserito nella squadra due dei gialloneri, dove in 56 partite mette a segno 21 reti.
Le ottime prestazioni con la squadra giovanile convincono Jürgen Klopp a promuovere Marvin in prima squadra dove ha giocato poche partite segnando una sola rete, nella Coppa di Germania battendo per 3-0 il Wilhelmshaven. La stagione successiva viene ceduto in prestito al Paderborn, neopromossa in Bundesliga: tuttavia al Paderborn trova poco spazio, segna comunque la sua prima rete nel massimo campionato tedesco battendo in rimonta per 3-1 l'Eintracht Francoforte.
Al termine del prestito torna alla casa base dove viene reintegrato alla squadra delle riserve di Dortmund, ritrovando la sua vena realizzativa con ben 15 reti in 28 apparizioni.

#### St. Pauli e Holstein Kiel
Vviene acquistato a titolo definitivo dalla società di seconda divisione tedesca del St. Pauli. L’avventura nel nuovo club, però, è breve e Ducksch realizza solo due reti, in Coppa di Germania con il gol del 3-0 sconfiggendo il VfB Lübeck e un altro nel campionato di seconda divizione perdendo per 2-1 contro l'Erzgebirge Aue; ad inizio 2017, infatti, viene ceduto al club dell’Holstein Kiel.
Nella sua prima stagione con il nuovo club realizza 5 reti in 16 presenze, segna una rete contro il Jahn Regensburg e l'Hallescher vincendo per 3-0 entrambe le partite, sigla un gol contro il Chemnitzer e il Duisburg ottenendo in entrambi i match un successo per 2-0, e con una rete decide la vittoria su 1-0 contro il Sonnenhof Großaspach, consentendo alla squadra di approdare in 2. Bundesliga. 
La stagione seguente è molto positiva: segna un gol contro il Jahn Regensburg e l'Arminia Bielefeld vincendo per 2-1 entrambe le partite, realizza una doppietta prima sconfiggendo per 3-0 l'Erzgebirge Aue e poi battendo per 4-0 la Dinamo Dresda, è autore di una tripletta nella vittoria per 5-3 contro l'Heidenheim, l'ultimo gol nel campionato lo insacca pareggiando per 1-1 nel match con il Fortuna Düsseldorf come avversario: conclude con 18 reti in 33 apparizioni, portando il club al terzo posto in classifica (posizione che consente di prendere parte ai playoff per la promozione nella massima serie tedesca). Tuttavia, la promozione sfuma. Nella Coppa di Germania Ducksch segna il gol del 2-1 battendo l'Eintracht Braunschweig.

#### Fortuna Dusseldorf e Hannover 96
Viene ceduto definitivamente al Fortuna Düsseldorf per la stagione 2018-2019 tornando così a giocare in prima divisione dove segna una sola rete, vincendo per 2-1 contro l'Augusta.Nella Coppa di Germania realizza una doppietta battendo per 5-1 l'Ulma 1846.
Il 28 giugno 2019 sigla un contratto triennale con l'Hannover 96.Nell'edizione 2019-2020, segna un gol vincendo per 2-1 sia contro l'Holstein Kiel che contro l'Heidenheim, realizza una doppietta in tre vittorie contro Wehen Wiesbaden (3-0), VfL Osnabrück (4-2) e Bochum (2-0), in tutto segna 15 gol. Nell'edizione successiva del campionato ne realizza 16, è autore di un gol battendo per 2-1 sia l'Eintracht Braunschweig che il st. Pauli, con una rete e due assist vincenti permette alla squadra di vincere per 3-1 contro il Jahn Regensburg, segna un rigore prima nel successo per 5-2 ai danni del Norimberga e poi nel match vinto per 3-0 contro il Fortuna Düsseldorf, riesce inoltre a realizzare una doppietta nella schiacciante vittoria per 4-0 contro il SV Sandhausen e poi nella partita successiva prevalendo per 2-1 contro il Darmstadt.

#### Werder Brema
Il 25 agosto 2021 viene acquistato dal Werder Brema.Con 20 reti segnate nel campionato di seconda divisione, nella sua prima stagione, Ducksch contribuisce a raggiungere il secondo posto in classifica, e il Werder Brema viene promosso in Bundesliga. Nell'edizione 2022-2023 del campionato segna un gol contro l'Hoffenheim e lo Schalke 04 vincendo per 2-1 entrambe le partite, realizza una doppietta pareggiando per 2-2 contro il Borussia M'Gladbach, è inoltre autore di una tripletta sconfiggendo l'Hertha Berlino. Nel suo primo campionato in Bundesliga con il Werder Brema segna 12 reti, e si ripete con lo stesso numero nell'edizione successiva, realizza un gol contro l'Augusta vincendo per 3-0, con una rete permette alla squadra di battere il Mainz per 1-0, segna un gol anche contro il Borussia M'Gladbach, l'Eintracht Francoforte e il Wolfsburg pareggiando per 2-2 tutte e tre le partite, inoltre la sua doppietta decide per 2-1 lo Stoccarda.

#### Birmingham City
Il 7 agosto 2025 viene completato il trasferimento di Ducksch al Birmingham City, in Football League Championship, per 2 milioni di euro.

### Nazionale
Nel 2009 ha giocato con la nazionale Under-16 prendendo parte ad alcune amichevoli, segna una doppietta battendo per 4-2 la Svizzera, realizza inoltre la rete del 6-2 sconfiggendo l'Austria.
Con la nazionale Under-17 vince il bronzo ai mondiliali di categoria Messico 2011, segna due gol, il primo nella vittoria per 6-1 contro l'Ecuador e poi un altro prevalendo per 4-0 ai danni degli Stati Uniti.
Nel novembre 2023 viene convocato per la prima volta in nazionale maggiore, con cui esordisce il 18 del mese stesso nella sconfitta per 2-3 in amichevole contro la Turchia.

## Statistiche

### Cronologia presenze e reti in nazionale
| Cronologia completa delle presenze e delle reti in nazionale ― Germania | Cronologia completa delle presenze e delle reti in nazionale ― Germania | Cronologia completa delle presenze e delle reti in nazionale ― Germania | Cronologia completa delle presenze e delle reti in nazionale ― Germania | Cronologia completa delle presenze e delle reti in nazionale ― Germania | Cronologia completa delle presenze e delle reti in nazionale ― Germania | Cronologia completa delle presenze e delle reti in nazionale ― Germania | Cronologia completa delle presenze e delle reti in nazionale ― Germania |
| Data                                                                    | Città                                                                   | In casa                                                                 | Risultato                                                               | Ospiti                                                                  | Competizione                                                            | Reti                                                                    | Note                                                                    |
| ----------------------------------------------------------------------- | ----------------------------------------------------------------------- | ----------------------------------------------------------------------- | ----------------------------------------------------------------------- | ----------------------------------------------------------------------- | ----------------------------------------------------------------------- | ----------------------------------------------------------------------- | ----------------------------------------------------------------------- |
| 18-11-2023                                                              | Berlino                                                                 | Germania                                                                | 2 – 3                                                                   | Turchia                                                                 | Amichevole                                                              | -                                                                       | 81’                                                                     |
| 21-11-2023                                                              | Vienna                                                                  | Austria                                                                 | 2 – 0                                                                   | Germania                                                                | Amichevole                                                              | -                                                                       | 77’                                                                     |
| Totale                                                                  |                                                                         | Presenze                                                                | 2                                                                       |                                                                         | Reti                                                                    | 0                                                                       |                                                                         |